# Биллингс, Иосиф Иосифович
Иосиф Иосифович (Осип Осипович) Би́ллингс (Биллинг, при рождении Джозеф Биллингс, англ. Joseph Billings; около 1758—1806) — английский и российский мореплаватель, капитан-командор русского флота, гидрограф, исследователь восточных берегов Сибири и островов, лежащих около них и Северной Америки.
Руководил совместно с Гавриилом Сарычевым русской экспедицией 1785—1794, направленной для исследования и съёмки берегов Северо-восточной Сибири. На оленях пересёк Чукотский полуостров, описав его северный берег от Берингова пролива до Колючинской губы. Вёл журнал путешествия и составил ряд карт. Первый европеец, составивший подробное описание земель и быта чукчей.
Именем Биллингса названы мыс, лагуна и населённый пункт на чукотском берегу Восточно-Сибирского моря.

## Биография
Родился в семье английского рыбака в деревне Тёрнем-Грин близ Лондона.
8 апреля 1776 года записался матросом на корабль «Discovery», отправлявшийся вместе с другим кораблём, «Resolution», в экспедицию, организованную британским Адмиралтейством для поиска так называемого Северо-Западного прохода. Капитаном на «Resolution» был хорошо известный своими открытиями новых земель английский мореплаватель Джеймс Кук. В истории эта экспедиция известна как «Третье кругосветное плавание Джеймса Кука» (1776—1779).
В третьей экспедиции корабли капитана Кука, двигаясь на север по Тихому океану, исследовали берега Берингова моря, посещали гавани Аляски, Камчатки и Алеутских островов. В экспедиции Биллингс, назначенный помощником астронома на судне, приобрёл ценный опыт в навигации, картографии и гидрографии. Проявив как помощник сообразительность и расторопность, ещё во время экспедиции был переведён на корабль начальника экспедиции — «Resolution», однако первый офицерский чин мичмана получил лишь по возвращении экспедиции в Англию, — в октябре 1780.

### Поступление на русскую службу
Вернувшись из не вполне удачной экспедиции, в ходе которой легендарный капитан Кук погиб на берегу открытых им Гавайских островов, молодой Джозеф Биллингс стал обдумывать возможность продолжить изучение северных морских путей. В экспедиции он имел случай убедиться, что в исследованиях Севера довольно далеко продвинулись русские. Не имея возможности организовать собственную экспедицию, он сумел познакомиться с представителями России в Великобритании и, заручившись рекомендательными письмами графа Семёна Воронцова (русского посланника в Лондоне), в 1782 году подал заявление о вступлении офицером в Российский императорский флот «в том же звании». 1 января 1783 года был принят в русскую службу лейтенантом (по другим сведениям — мичманом).
Цели этого поступка сам Биллингс описывал в письме графу Чернышёву так:

Я прибыл в Россию не столько с целью служить её величеству в качестве офицера флота, сколько с надеждой, что я буду использован в какой-либо экспедиции в соседние с Камчаткой моря. Прослужив на флоте двенадцать лет, из которых пять лет сопровождал знаменитого капитана Кука в его последнем вояже с целью открытия северо-западного прохода между Азией и Америкой, я льщу себя надеждой, что меня сочтут способным открыть торговлю мехами с островами, открытыми во время этого плавания… В то время, как занимались бы добычей пушнины, я мог бы продолжить исследования капитана Кука в этих морях, определить точное положение этих островов… Поскольку астрономия всегда была моим делом, я надеюсь, что и в этом я оправдаю оказанное мне доверие. В заключение я прошу ваше превосходительство в качестве первого знака вашего покровительства подвергнуть меня самому строгому экзамену, чтобы устранить всякое сомнение в моей опытности и способности.

Рекомендованный Воронцовым в качестве отлично образованного и хорошо знакомого с морским делом офицера, Биллингс в 1785 году был назначен императрицей Екатериной II начальником астрономической и географической экспедиции, имевшей целью с Запада (от устья Колымы) пройти в Берингово море и к северо-западным берегам Северной Америки и исследовать северо-восточные берега Сибири.

### Экспедиция Биллингса — Сарычева (1785—1793)
В высочайшем Указе Адмиралтейской коллегии о её организации написано:

Назначая географическую и астрономическую экспедицию в северо-восточную часть России для определения долготы и широты устья реки Колымы, положения на карту всего Чукотского носа и мыса Восточного, також многих островов в Восточном океане, к американским берегам простирающихся, и совершенного познания морей между матерою землею Иркутской губернии и противоположными берегами Америки, повелеваем:
… Быть начальствующим сей экспедиции флота поручику Иосифу Биллингсу, объявя ему ныне чин капитан-поручика флота и нарядя с ним команду потребных людей по собственному его избранию…
Снабдить начальника сей экспедиции математическими, астрономическими и другими инструментами, також для руководства всеми картами прежних мореходцев и сухопутных в тамошних местах путешествий…
Буде посредством сей экспедиции открыты будут вновь земли и острова, населенные и ненаселенные и никакому государству европейскому непокоренные и непринадлежащие, то по мере пользы и выгод, от такового приобретения ожидаемых, стараться оные присвоить скипетру российскому. И буде тамо есть дикие или непросвещённые жители, то, обходяся с ними ласково и дружелюбно, вселить хорошие мысли о россиянах…
На подлинном собственною е. и. в. рукою написано тако:
Екатерина В Царском селе, августа 8, 1785 года.

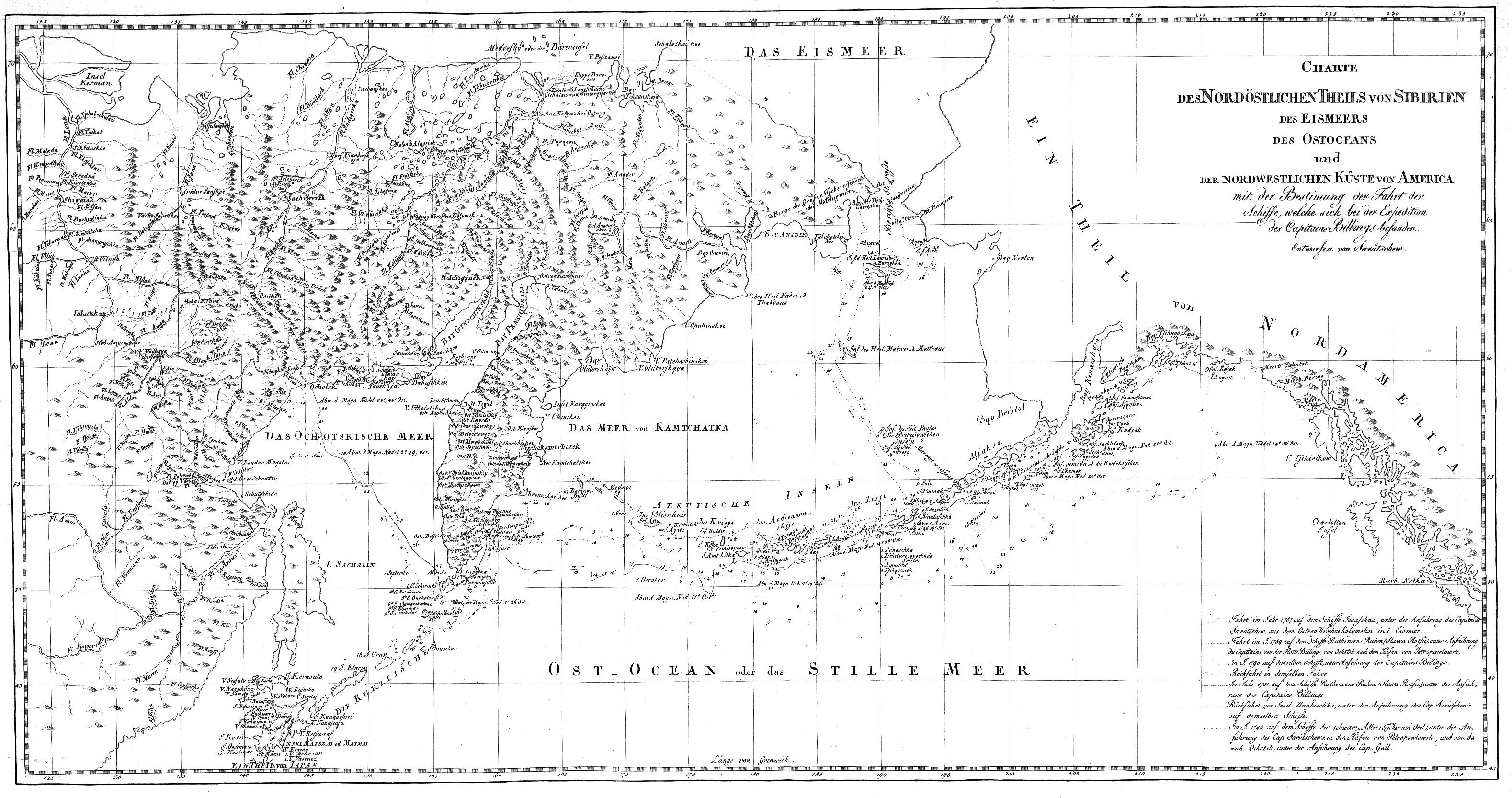
Переведённая на немецкий карта Г. Сарычева с нанесённым маршрутом экспедиции

Всего в указе тринадцать очень подробных пунктов. В составе экспедиции 141 человек, в том числе лейтенанты Роберт Галл, Гаврила Сарычев, Христиан Беринг, штабс-лекарь Михаила Робек, рисовальный мастер Лука Воронин, «зверовщик» и четыре музыканта.
25 октября 1785 года экспедиция выступила из Петербурга, и 27 марта 1786 года один из членов её, капитан Сарычев, прибыл в Охотск, а в июле и сам Биллингс с капитан-лейтенантом Галлом и другими спутниками.
Оставив в Охотске капитана Галла для наблюдения за постройкой судов, Биллингс с значительной частью своей команды отправился к Колыме. Из устья её пытался пройти мимо Шелагского и Чукотского мысов, но безуспешно; вернулся после этого на зимовку в Якутск и там стал заниматься меновой торговлей с местным населением на деньги, которые получал из казначейства Иркутской губернии.
Тяжёлая ледовая обстановка 1787 года не позволила Биллингсу пройти на двух судах морем от устья Колымы к Чукотскому полуострову и обогнуть его. Удалось лишь произвести первую сравнительно точную опись побережья между Колымой и островом Айон (300 километров).
Весной 1788 года Биллингс направил штурмана Сергея Бронникова в неисследованную горную страну (бассейн Юдомы, система Алдана). Им были собраны первые сведения о Юдомо-Майском нагорье и приморском хребте Джугджур. В том же году сержант геодезии Осип Худяков по поручению начальника экспедиции выполнил съёмку Колымы. Сам Биллингс вместе с Сарычевым открыли в Охотском море крошечный остров Ионы.
Пока наместником иркутским и колыванским был Якоби, такое отступление от инструкции адмиралтейств-коллегии со стороны Биллингса терпелось; но сменивший Якоби Пель потребовал от Биллингса отчёта в израсходованных деньгах и немедленного выезда из Якутска для дальнейших исследований. Уклончивый ответ Биллингса, хотя вскоре после этого переехавшего в Охотск, заставил Пеля обратиться к адмиралтейств-коллегии. Последняя, указом 20 июня 1789 года, потребовала продолжения экспедиции, а через четыре месяца новым указом приостанавливала её «ради сокращения расходов». Но было уже поздно.
Биллингс в сентябре выехал из Охотска, решившись с Востока обогнуть Азию. Но ему удалось проплыть только до залива Лаврентия; уверенный чукчами в невозможности плавания по Ледовитому океану, он оставил и это предприятие.
Для обследования Курил весной 1790 года Биллингс послал на байдаре Алексея Гилёва и Осипа Худякова. А сам, командуя судном, совершил плавание от Камчатки до острова Кадьяк, у северного берега залива Аляска, осмотрел часть взморья, открыл и описал несколько Алеутских островов. По его приказу летом 1791 года Иван Кобелев и Николай Дауркин побывали на западном берегу полуострова Сьюард (Аляска), через полтора месяца высадился там и Биллингс.
Осенью 1791 года Биллингс направил Гилева на опись побережья Чукотки, а сам, передав для дальнейших исследований на море командование судном «Слава России» Сарычеву, с небольшим отрядом на оленях пересёк зимой 1791-92 года Чукотский полуостров, описал его северные берега от Берингова пролива до Колючинской губы, собрал значительный историко-этнографический материал. Поход по Чукотке проходил в условиях сильных морозы и ветров, сопровождался неожиданными осложнениями в отношениях с местными жителями, которых Биллингс в сердцах называл «неповоротливыми и упрямыми». В дневниковой записи от 4 декабря 1791 года Биллингс указал: «Имел я в погребце одну хрустальную бутылку, и в ней с лишком три фунта ртути; половина замёрзла и составляла твёрдое тело и совершенно отделилась от другой половины, которая ещё была жидка. Водка, которая в Охотске продается по 17 руб. 96 коп. ведро, тому уже 5 суток что замёрзла в моём дорожном погребце…» И ещё одна запись, уже после возвращения из экспедиции: «Каково нам было сносить жёстокость морозов? Каждый день при пронзительных ветрах по шести часов быть на открытом воздухе, не находить никаких дров к разведению огня, кроме мелких прутиков, местами попадавшихся, едва достаточных растопить немного снегу для питья, ибо реки замёрзли до дна». Съёмку пути длиной более 1500 километров вёл старший штурман Антон Батаков.
17 февраля 1792 года экспедиция закончила наконец своё путешествие, а в 1794 году вернулась в Петербург.

Результатом её были, помимо описания страны и быта чукчей, описания большей части берегов Охотского моря, Алеутских островов, берегов Америки до острова Каян, и открытие острова святого Ионы, нанесённого, по счислению Биллингса, на карту в 38 немецких милях на юго-восток (20 градусов 30 минут) от Охотска. Значительная доля в охотских открытиях и исследованиях принадлежит спутнику Биллингса капитану Сарычеву. Крузенштерн позднее писал: «Между офицерами российского флота находились тогда многие, которые, начальствуя, могли бы совершить сию экспедицию с большим успехом и честью, нежели как то совершено сим англичанином. Всё, что сделано полезного, принадлежит Сарычеву, толико же искусному, как и трудолюбивому мореходцу. Без его неусыпных трудов в астрономическом определении мест, снятии и описании островов, берегов, проливов, портов и пр. не приобрела бы, может быть, Россия ни одной карты от начальника сей экспедиции».

### Последние годы
По возвращении из экспедиции Биллингс был произведен 21 июля 1790 года в чин капитана 1-го ранга и щедро награждён. Он ещё два года остаётся в Петербурге для завершения отчёта об экспедиции.
В 1795 году переведён в Черноморский флот, где нуждались в опытных гидрографах. Несмотря на болезнь, продолжает служить: командует фрегатами «Апостол Андрей», потом — «Святой Михаил». В 1795—1799 годах производил опись крымских берегов, устьев Днестра, побережья Тендры, Одессы и Очакова, составив целый ряд морских карт и планов. В 1799 году издаёт атлас Чёрного моря.
9 мая 1799 года его производят в чин капитан-командора, но уже в ноябре он подаёт прошение об отставке по болезни. Ему был на тот момент 41 год.
Иосиф Биллингс женился на Екатерине Пестель, сестре отца декабриста Павла Пестеля, в браке родилась дочь — Надежда Осиповна. Мужем Надежды Осиповны был Василий Дмитриевич Корнильев (1793—1851), управляющий делами и имениями князей Трубецких. Корнильев приходился дядей Дмитрию Ивановичу Менделееву. В московской усадьбе Трубецких на Покровке супруги Корнильевы принимали в 1826 году Александра Пушкина.
Иосиф Биллингс скончался в 1806 году. Точная дата и место смерти, а также обстоятельства последних лет жизни неизвестны.

## Наследие
Описание его путешествия вышло впервые в Лондоне, за четыре года до его смерти, под следующим заглавием: «An account of a geographical and astronomical expedition to the Northern parts of Russia, performed in the year 1785, to 1794, narrated from the original papers by Mart. Sayer» (Лондон, 1802). Вскоре же оно было переведено на языки немецкий, французский и итальянский, и даже несколько раз переиздаваемо. На русском языке оно появилось в переводе капитана Сарычева, под заглавием: «Путешествие капитана Биллингса через Чукотскую землю от Берингова пролива до Нижнеколымского острога и плавание капитана Галла по Северо-восточному океану в 1791 г., с приложением словаря 12 наречий этих народов» (СПб., 1811). См. «Путешествие» и статью в «Морском Сборнике» за 1869 г., № 7 и 11 — «Некоторые материалы о Биллингсе».
По возвращении в 1794 году в Санкт-Петербург Биллингс написал отчёт об экспедиции. Вскоре появились немецкие, французские и итальянские издания; русский перевод остался в рукописи. По материалам съёмок Батакова и Гилева Биллингс составил карту, с незначительными изменениями служившую до 1931 года основой всех карт внутренней части Чукотского полуострова. Летом 1797 и 1798 годов, командуя последовательно двумя судами, он заснял черноморские берега России от Керченского пролива до устья Днестра (около 1100 километров), а в 1799 году опубликовал «Атлас Чёрного моря».
Именем Биллингса названы мыс, лагуна и населённый пункт на побережье Восточно-Сибирского моря.
Осип Осипыч был англичанином по происхождению (Joseph Billings), уроженец местечка Гернем-Грин, что близ Лондона. Он принадлежал к числу тех иностранцев, которые, находясь на русской службе, служили России честно и с пользой для дела. Ближайшими помощниками Осипыча были лейтенанты Сарычев и Галл. В экспедиции, которая, напомню, длилась десять лет — с 1785 по 1795 год, принимали участие и другие достойные люди: армейский капитан Шмалёв, доктор Мерк, гидрографы Ботаков и Бронников, геодезисты Гилёв и Елистратов, переводчики Кобелев (казачий сотник, знавший луораветланский язык) и Дауркин (луораветлан по происхождению), рисовальный мастер Лука Воронин (фотографии-то ещё не было!) и другие. Осипыч всё время вёл дневник, написал три тома. Всё им написанное было потом с большой точностью переведено (он писал по-английски). Однако этнографических данных в его дневниках не очень много.
Начальник этой экспедиции Иосиф Биллингс, англичанин по происхождению, принадлежал к числу тех иностранцев, которые, находясь на русской службе, служили России честно и с пользой для дела. Биллингс обладал незаурядной морской подготовкой; до службы в России он участвовал в путешествиях капитана Кука, хорошо знал астрономию и навигацию (проф. М. И. Белов).

## Память
В честь И. И. Биллингса названы:
- лагуна Биллингса (Восточно-Сибирское море, пролив Лонга)[11];
- ледник Биллингса (Тихий океан, залив Аляска, залив Чугач, 60°51′ с.ш., 148°35′ з.д., ледник назван в 1908 году геологами Грантом и Хиггинсом)[11];
- мыс Биллингса (Восточно-Сибирское море, пролив Лонга, мыс описан в 1823 году экспедицией Ф. П. Врангеля)[11];
- мыс Биллингс-Хед (Берингово море, Алеутские острова, 57°17′ с.ш., 165°28′ з.д., название мысу присвоено в 1938 году Береговой службой США по фамилии И. И. Биллингса)[11].